# Gyechun Halmang
Gyechun Halmang (hangul: 계춘할망; rr: Gyechun Halmang; lit. Vovó Gye-choon) (bra: Canola) é um filme de drama sul-coreano de 2016 estrelado por Youn Yuh-jung e Kim Go-eun.

## Sinopse
O filme conta a história de Gye-choon (Youn Yuh-jung), uma mergulhadora (haenyeo) nativa da Ilha de Jeju que se reencontra com sua neta Hye-ji (Kim Go-eun), após 12 anos sem se comunicarem.

## Elenco

### Principal
- Youn Yuh-jung como Gye-choon
- Kim Go-eun como Hye-ji
  - Lee Seul-bi como Hye-ji jovem

### De apoio
- Kim Hee-won como Suk-ho
- Shin Eun-jung como Myeong-ok
- Yang Ik-june como Choong-seop
- Choi Min-ho como Han-yi
- Ryu Jun-yeol como Cheol-heon
- Park Min-ji como Min-hee
- Nam Tae-boo como Choong-hee
- Oh Hee-joon como membro da casa de Gye-choon
- Jang Hyuk-jin como agente imobiliário Byun
- Park Jung-chul como advogado Seo
- Choi Moon-kyoung como guarda-chuva verde 1[6]

### Participações especiais
- Kim Dae-myung como treinador fitness[6]

## Remake
Os direitos autorais do filme foram vendidos para uma produtora chinesa que planeja readaptar o longa original.

## Prêmios e indicações
| Ano  | Cerimônia de premiação | Categoria              | Indicado(s)   | Resultado | Ref.        |
| ---- | ---------------------- | ---------------------- | ------------- | --------- | ----------- |
| 2016 | 53º Grand Bell Awards  | Melhor Atriz           | Youn Yuh-jung | Indicado  | [ 8 ] [ 9 ] |
| 2016 | 53º Grand Bell Awards  | Melhor Ator Revelação  | Choi Min-ho   | Indicado  | [ 8 ] [ 9 ] |
| 2016 | 53º Grand Bell Awards  | Melhor Atriz Revelação | Lee Seul-bi   | Indicado  | [ 8 ] [ 9 ] |